# Sierra Escalona y Dehesa de Campoamor

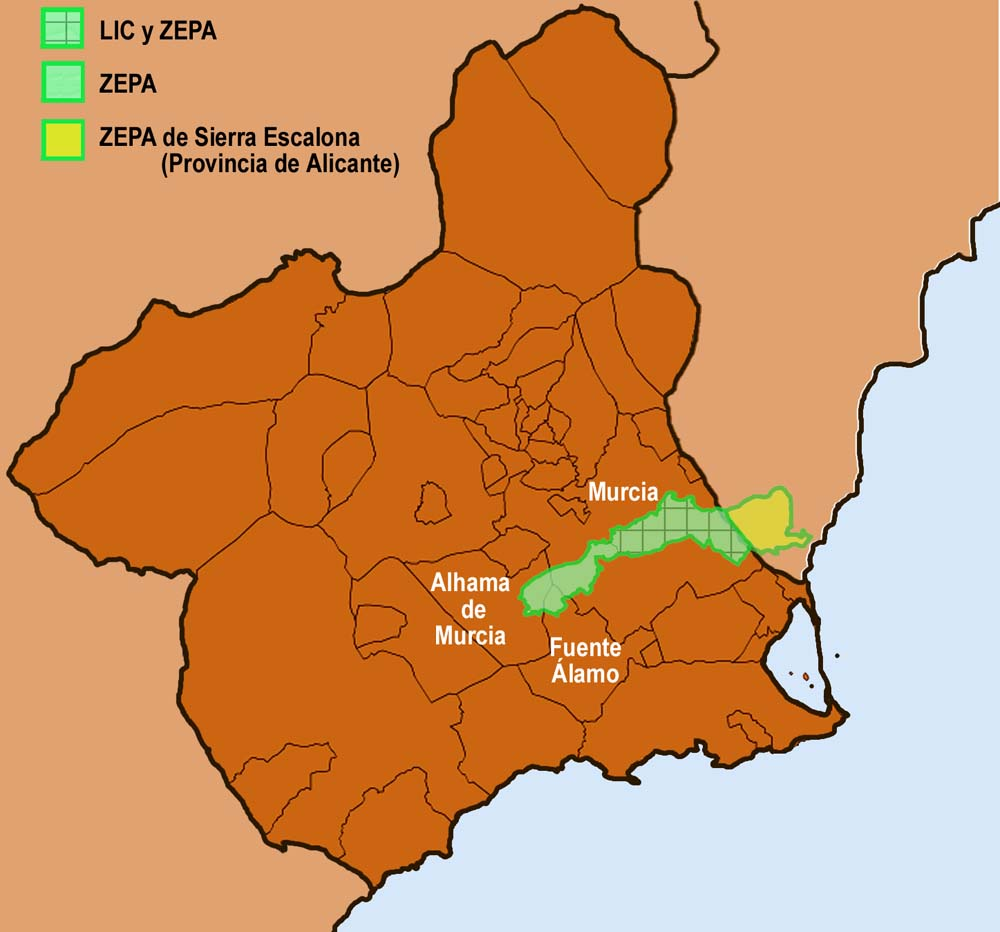
Localización de espacios protegidos de la sierra de Carrascoy en la Región de Murcia y Alicante.

Sierra Escalona y Dehesa de Campoamor es una ZEPA (Zona de Especial Protección para las Aves) que se localiza en el extremo sur de la provincia de Alicante limitando con la Región de Murcia
La Sierra Escalona es el nombre que recibe en la provincia de Alicante la sierra de Carrascoy de Murcia (España). En su división municipal, este terreno pertenece a los municipios de Orihuela, Pilar de la Horadada y San Miguel de Salinas.

## Descripción técnica

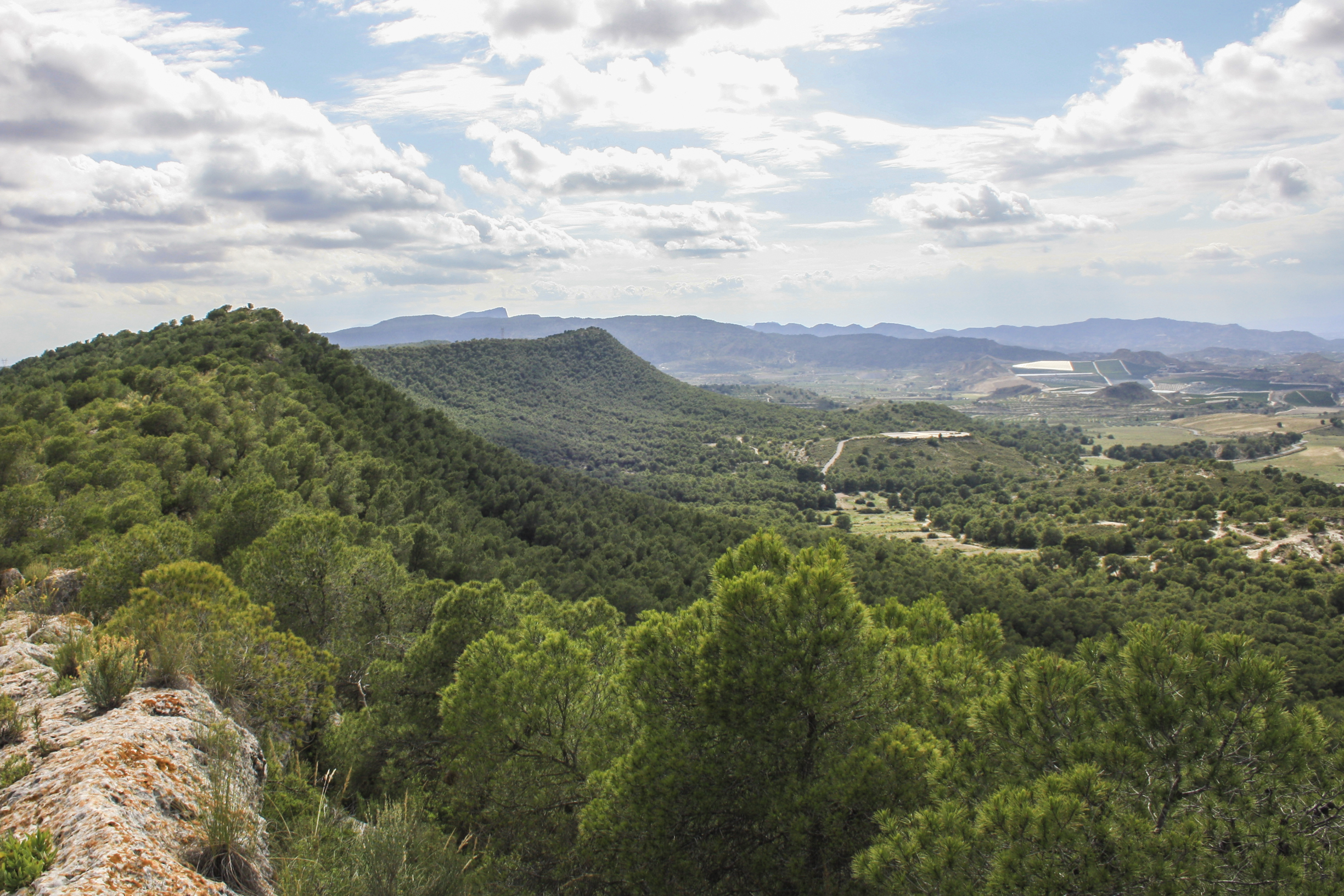
Cara norte de la sierra de Escalona

En cuanto a la Geomorfología podemos destacar Sierra Escalona, con una disposición prácticamente de este a oeste, al norte del término municipal con una altura máxima en este de 345 m s. n. m. De aquí hacia la línea de costa se desciende por suaves pendientes, terrazas y ramblas.
Su pico más alto es el Alcores, con 345 m s. n. m.

## Geografía

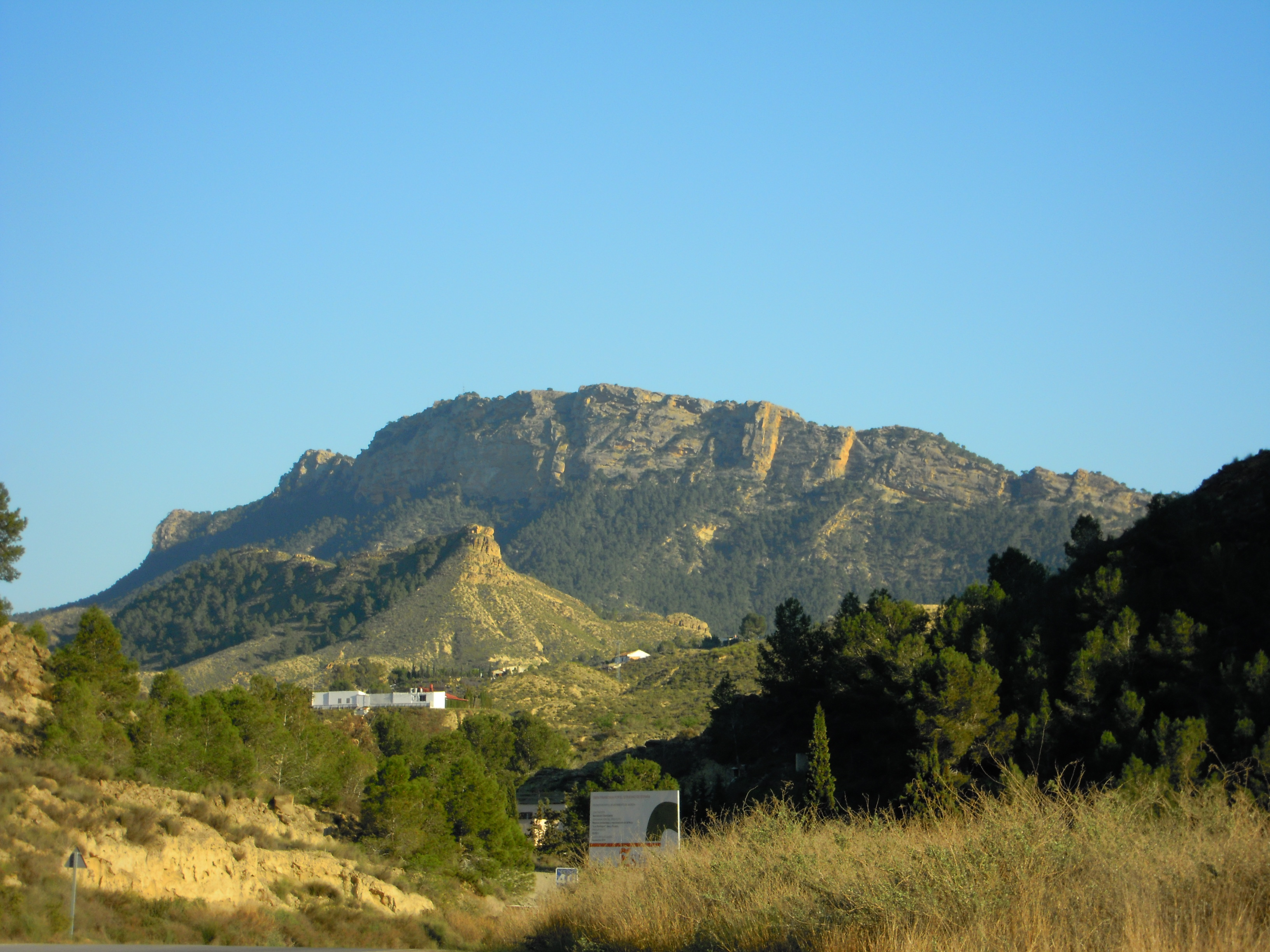
Vista de la sierra de Columbares

En general se trata de relieves muy abruptos, con fuertes pendientes y diversidad geológica. Las paredes de la cara norte son húmedas y con una densa vegetación, mientras que las del sur configuran grandes espacios de una aridez importante (lo que se ha venido a denominar paisaje lunar). Las partes más bajas de las sierras están ocupadas por cultivos, en su mayoría cítricos y frutales de hueso.
- Sierra de Carrascoy, la más extensa y elevada del conjunto, cuyo vértice alcanza los 1065 metros de altitud.
- Sierra del Puerto, a la que pertenece la atalaya rocosa que domina el puerto de La Cadena, el cabezo del Puerto, coronado a 532 metros por el castillo árabe de La Asomada.
- Cresta del Gallo, debe su nombre al conjunto de picos enclavados en lo alto de ella, cuya forma recuerdan a los de la cresta de un gallo. Su cumbre asciende hasta los 518 metros de altitud, aunque es otro vértice ubicado al suroeste de la sierra, el Relojero, el que la corona con sus 603 metros. Recibe la denominación popular de El Valle, nombre de una tradicional zona recreativa enclavada en uno de los valles de la sierra.
- Miravete, monte de 425 metros sobre el nivel del mar, continuación de la sierra de la Cresta del Gallo tras la interrupción que supone la rambla del Garruchal.
- Puertos de La Cadena, Garruchal y San Pedro, pasos naturales entre la Huerta de Murcia y el Campo de Cartagena, en los que se documentan caminos y rutas de trashumancia desde época romana.
- Columbares, se yergue solitaria en el extremo oriental del área protegida hasta los 646 metros de altitud.
- Sierra de Altaona, la más seca y quebrada de las que configuran el parque, destaca por sus erosionados peñascos elevándose sobre ramblizos y barrancos, entre Beniaján y Sucina.
- Sierra de Escalona, ya en la provincia de Alicante.

## Hidrografía
A resaltar la presencia de dos cauces, el del río Seco y el del río Nacimiento. Los dos ríos funcionan como ramblas, ya que suelen llevar agua en varios tramos y raras veces en todo el recorrido. Sobre todo el Río Seco, que constituye la infraestructura natural más singular de la zona, vertebrando el territorio a lo largo de su eje NO-SE; con 29 km², una longitud de 19,6 km y salvando un desnivel de 260 m. Desemboca en la vecina localidad de Pilar de la Horadada.

## Flora
En la zona encontramos vegetación de matorral y pinar mediterráneo, de ríos y ramblas con aguas de diverso grado de permanencia, y especies cultivadas tanto de regadío (cítricos y frutales) como de secano (algarrobo, almendro y olivo).
La vegetación forestal es de bosque mediterráneo: pino carrasco, coscoja, madroño, lentisco, espino negro, palmito, romero, tomillo, globularia, etc.

## Fauna
Entre la avifauna nidificante destacan las poblaciones de rapaces diurnas como el busardo ratonero (Buteo buteo), la culebrera europea (Circaetus gallicus), y el azor europeo (Accipiter gentilis). Entre las rapaces nocturnas cabe mencionar que existe una de las poblaciones más densas de Búho real (Bubo bubo) de toda Europa con casi un centenar de parejas censadas.
La sierra de Escalona ejerce un papel muy importante como zona de dispersión para individuos juveniles o inmaduros de águila real (Aquila chrysaetos) y águila perdicera (Aquila fasciata).
Con respecto a los mamíferos es muy interesante la presencia de una buena población de gato montés (Felis sylvestris), junto con otros mesodepredadores como la jineta y el tejón europeo (Meles meles). En el grupo de los roedores son abundantes los lirones caretos (Elyomis quercinus) y las ardillas (Sciurus vulgaris). La presencia de grandes ungulados es casi nula, solo se han realizado algunas observaciones de Jabalí aunque en incremento en los últimos años. Pero sin duda, la característica faunística más importante en este espacio natural es que presenta una de las poblaciones más abundantes de conejo de monte (Oryctolagus cuniculus) en todo el Sureste peninsular. Esta gran población es de vital importancia para el mantenimiento de este ecosistema ya que entre las muchas funciones que realiza, es el alimento principal de la rica y diversa comunidad de depredadores que habitan en este espacio.
En el la sierra de Escalona también se encuentran reptiles como la culebra de escalera (Rhinechis scalaris), culebra de herradura (Hemorrhois hippocrepis), culebra lisa meridional (Coronella girondica), culebra bastarda (Malpolon monspessulanum), lagarto ocelado (Timón lepidus) y salamanquesas común y rosada. Aunque las masas de agua natural son muy escasas, la presencia de numerosas balsas de riego artificiales permiten la presencia regular de anfibios como la rana común (Rana perezi), el sapo común (Bufo bufo), el sapo corredor (Bufo calamita) y el sapo de espuelas (Pelobates cultripes).

## Protección legal
El 9 de julio de 2009 se publicó en el Diario Oficial de la Comunidad Valenciana la protección de 10.407 hectáreas como ZEPA en cumplimiento de la directiva AVES e incluyéndose de manera definitiva en la Red Natura 2000.

## Enlaces
- Wikimedia Commons alberga una categoría multimedia sobre Sierra Escalona y Dehesa de Campoamor.
- Amigos de Sierra Escalona
- Flora y vegetación de Sierra Escalona y Dehesa de Campoamor.
- Valoración del estado ambiental del Río Nacimiento. Confederación Hidrográfica del Segura.
- Estrategio Nacional de Restauración de Ríos.
- Diputación de Alicante
- Web oficial del Consejo
- Ayuntamiento de Pilar de la Horadada Archivado el 24 de noviembre de 2020 en Wayback Machine.
- Ayuntamiento de Orihuela

- Datos: Q9077067